# Noyelles-sur-Sambre Communal Cemetery
Noyelles-sur-Sambre Communal Cemetery is een Britse militaire begraafplaats gelegen in de Franse plaats Noyelles-sur-Sambre (Noorderdepartement). De begraafplaats wordt onderhouden door de Commonwealth War Graves Commission.
De begraafplaats telt 5 geïdentificeerde Gemenebest graven uit de Eerste Wereldoorlog.